# Onomatopeja
Onomatopeja(grč. onoma = ime, poiein = napraviti) glasovna je figura oponašanja ili prenošenja zvukova iz prirode u nekom književnome djelu jezičnim sredstvima.

## Vrste onomatopeje
To je skupina glasova koja vjerno oponaša neki šum ili zvuk:
- životinjsko glasanje

mijau, vau, muu, kokodak, rok, auu, mee, bee, kukuriku, kva-kva, ga-ga, živ-živ, i-a, kre-kre, klap-klap, bum-bum...
Glasanje i predočivanje šumova i zvukova varira od jezika do jezika. Primjerice, za glasanje psa u hrvatskome jeziku imamo vau-vau, u engleskome je to woof woof, u francuskome ouah ouah, u grčkome gav gav, u talijanskome bau bau, u japanskome wan wan, a u turskome hauv hauv.
Od glasanja životinja izvode se i glagoli:
mijaukati, ćurlikati, cijukati, živkati, mukati, kreketati...
- zvukovi iz okoline

bum, bla-bla, tras, fuć, bong, hop, tup, kuc, pljas, heh, brrrm, fiju
- stripovi

Onomatopeja je posebno česta u stripovima gdje se u oblačićima prikazuju zvukovi kako bi se riječima dočarali zvukovi iz izvanjezične zbilje, posebice zvukovi udaraca (bum, bang, pljas, tras, pljus).
- nazivi

Primjerice, etnici Barbara nazvani su zbog onomatopeje. Grčka je riječ βάρβαρος označavala nekoga tko nije Grk, a zapravo je oponašala nerazumljivi govor - bar-bar.

## Primjeri onomatopeje
- I cvrči, cvrči cvrčak na čvoru crne smrče (Vladimir Nazor)
- Krcnu kolac nekoliko puta / Zviznu pala nekoliko puta (Ivan Mažuranić)
- Kiša sitno sipi, sipi i rominja (Antun Gustav Matoš)
- Kiša rominja, / glogolji, /žamori; / kiša jadikuje; / mijenja pravac, / vraća se, / bugari, / i opet sipi i sipi (Tin Ujević)
- Zvončeki složno si cinkaju (Dragutin Domjanić)
- Sve do sunca već se penje / Kukurikukuj! (Antun Gustav Matoš)
- Zuji, zveči, zvoni, zvuči, / Šumi, grmi, tutnji, huči (Petar Preradović)

## Vanjske poveznice
- Životinjska glasanja u raznim jezicima  Arhivirana inačica izvorne stranice od 17. veljače 2011. (Wayback Machine)